# Mercedes (película)
Mercedes es una Comedia musical española de 1933 dirigida por José María Castellví siendo la primera de este género del cine español. Está protagonizada por Rafael Arcos, Carmelita Aubert, Juan Bux y Antoñita Colomé con canciones escritas por Francisco Betoret, Julio Murillo y Jaime Planas y un guion del propio Castellví y de Francisco Elías.

## Argumento
Se recrea la trama de Romeo y Julieta a la española, con dos amantes, uno de Madrid y la otra catalana, que intentan casarse con la oposición de ambas familias.

## Reparto
- Rafael Arcos (padre)
- Carmelita Aubert
- Juan Bux
- Antoñita Colomé
- Antonio L. Estrada
- Cheo Morejón
- Héctor Morel
- Jaime Planas
- José Santpere